# Gannansaurus
Gannansaurus („Ještěr z Kan-nan“) byl rod sauropodního dinosaura z kladu Somphospondyli, žijícího v období pozdní svrchní křídy (stupeň maastricht) na území současné jihovýchodní Číny (provincie Ťiang-si, pánev Kan-čou).

## Popis
Fosilie tohoto sauropoda v podobě jednoho hrudního a jednoho ocasního obratle byly objeveny v sedimentech souvrství Nan-siung (angl. Nanxiong). Formálně byly popsány týmem čínských paleontologů v roce 2013 jako nový rod a druh Gannansaurus sinensis.

## Zařazení
Některé anatomické charakteristiky na obratlích naznačují, že G. sinensis byl blízce příbuzný s dalším asijským sauropodním rodem Euhelopus a je jen vzdáleně příbuzný s titanosaury.